# Ahlefeld-Bistensee
Ahlefeld-Bistensee é um município da Alemanha localizado no distrito de Rendsburg-Eckernförde, estado de Schleswig-Holstein. Foi formado em 1 de março de 2008, a partir dos antigos municípios de Ahlefeld e Bistensee. Pertence ao Amt de Hüttener Berge.